# Wilhelmsbad

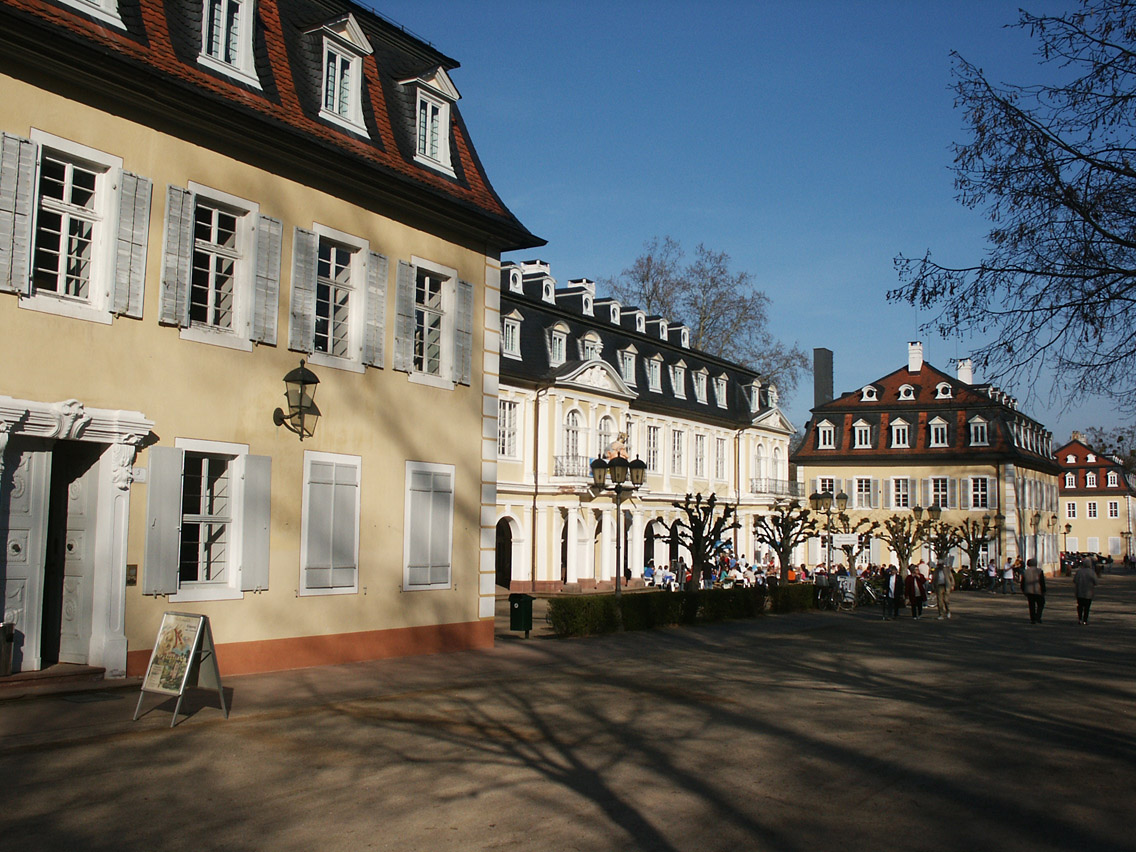
Palacio en Wilhelmsbad.

Wilhelmsbad, situado en las afueras de la ciudad de Hanau, en Alemania, en la región de Hesse. Es un antiguo balneario con un parque estatal en Hanau y que ahora forma parte del distrito Noroeste como un distrito separado.
Wilhelmsbad se caracteriza por el conjunto histórico de edificios del antiguo balneario, que está rodeado por un extenso parque paisajístico. El distrito de villas de Wilhelmsbad colinda al sur y al sureste. El área es una de las más caras de la ciudad de los hermanos Grimm, con poco menos de 300 residentes.

## Historia
Según la leyenda de los fundadores, dos mujeres encontraron un manantial en el bosque en 1709, que se decía tenía un efecto curativo debido a su rica mineralización.
El complejo de baños y parques se construyó esencialmente entre 1777 y 1785 y a instancias del príncipe heredero y conde reinante de Hanau, Guillermo I de Hesse-Kassel (1743-1821), que residió en Hanau de 1764 a 1785. El arquitecto fue Franz Ludwig Cancrin, quien también supervisó la construcción del carrusel (ver más abajo). Después de un período de construcción de sólo un año y medio, la inauguración festiva tuvo lugar el 3 de junio de 1779. La construcción de Wilhelmsbad, con su extenso parque, fue financiada mediante el arrendamiento de los soldados de Hessian y Hanau al rey británico, el tío del príncipe heredero. En la década de 1780 se construyó la corte de Wilhelmsbad cerca del parque estatal. 